# Felice Picano
Felice Picano (22. února 1944 Queens, New York – 12. března 2025 Los Angeles) byl americký spisovatel.

## Život
Picano v roce 1977 založil nakladatelství SeaHorse Press a v roce 1981 spolu s Terrym Helbingem a Larrym Mitchellem Gay Presses of New York. On a Andrew Holleran, Robert Ferro, Edmund White, George Whitmore, Michael Grumley a Christopher Cox založili v roce 1980 v New Yorku literární spolek The Violet Quill. Ze začátku psal krátké povídky pro časopisy jako Mandate a The Advocate. Jeho román Like People in History získal ocenění Ferro-Grumley Award a za jednu povídku dostal PEN Syndicated Fiction Award. Picano byl finalistou Ernest Hemingway Award a čtyřikrát byl nominován na Lambda Literary Awards.

## Dílo

### Romány
- 1975 Smart as the Devil
- 1975 Eyes
- 1977 The Mesmerist
- 1979 The Lure, horor
- 1981 Late in the Season
- 1981 An Asian Minor: The True Story of Ganymede
- 1984 House of Cards
- 1989 To the Seventh Power
- 1995 Like People in History
- 1995 Dryland's End
- 1997 Looking Glass Lives
- 1998 The Book of Lies
- 2001 Onyx

### Soubory povídek
- 1983 Slashed to Ribbons in Defense of Love and Other Stories
- 2000 The New York Years: An Asian Minor/Slashed to Ribbons in Defense of Love
- 2006 Tales: From a Distant Planet

### Autobiografie
- 1985 Ambidextrous:The Secret Lives of Children
- 1989 Men Who Loved Me: A Memoir in the Form of a Novel
- 1997 A House on the Ocean, A House on the Bay
- 2005 Fred in Love
- 2006 Art & Sex in Greenwich Village: Literary Life After Stonewall